# Serkowitzer Straße (Radebeul)

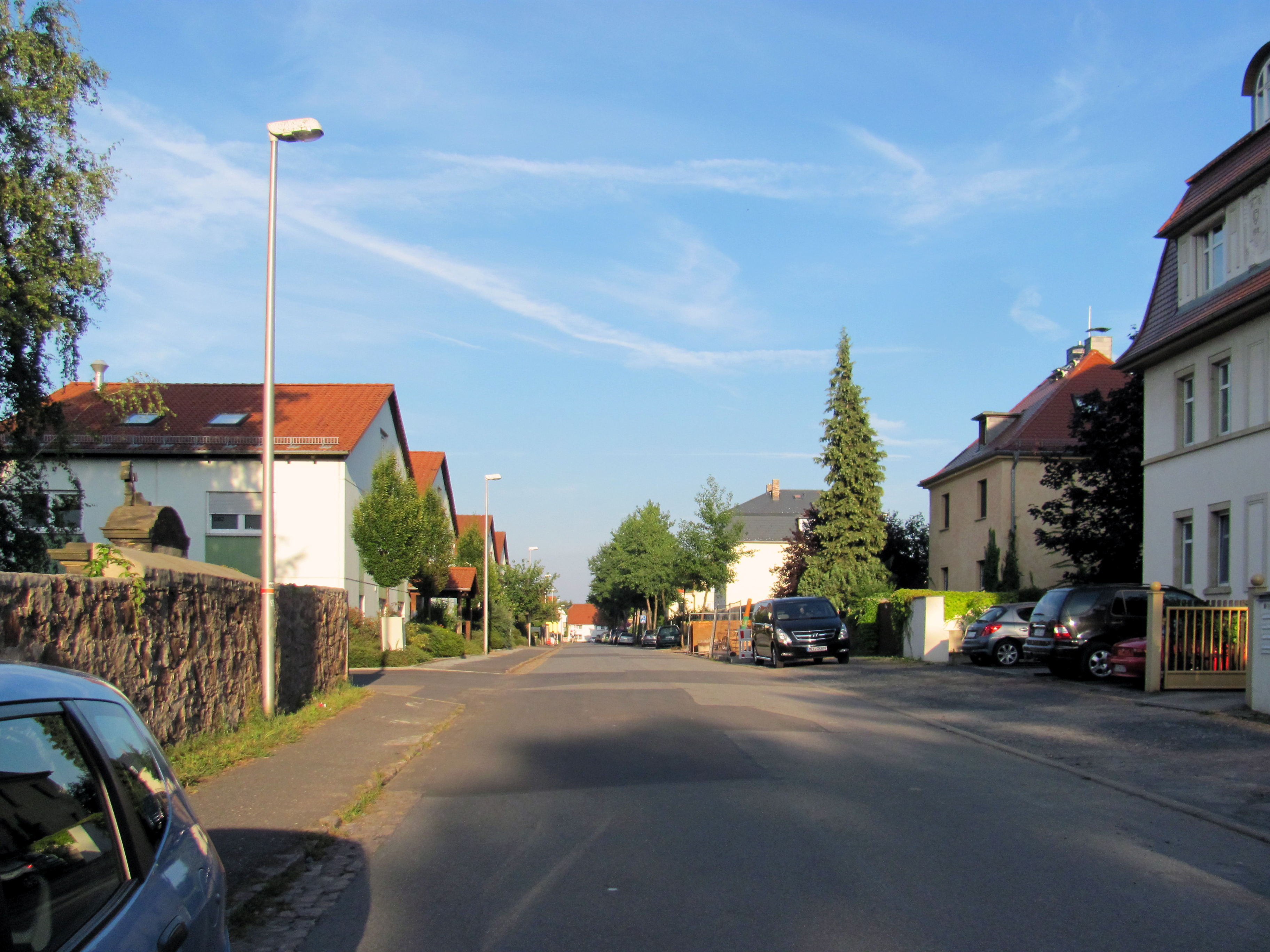
Serkowitzer Straße, vom Friedhof aus Richtung Osten. Rechts die Nr. 38

Die Serkowitzer Straße ist eine gut 1,1 Kilometer lange Innerortsstraße der sächsischen Stadt Radebeul, gelegen in den Stadtteilen Alt-Radebeul sowie Serkowitz. Die Straße war im Mittelalter Teil der Altstraße Rennsteig, die auf Radebeuler Gebiet an der Furt bei Altserkowitz begann, auf der Serkowitzer Straße am Dorfkern von Radebeul (Am Kreis) vorbeilief und dann nach der Zinzendorfstraße und der Einsteinstraße durch die Junge Heide nach Klotzsche weiterführte.

## Bebauung
Einige Kulturdenkmale liegen entlang der Straße und sind daher in der Liste der Kulturdenkmale in Radebeul (Gemarkung) bzw. Liste der Kulturdenkmale in Radebeul-Serkowitz aufgeführt:
- Alt-Radebeul: Nr. 10, Nr. 15, Nr. 19, Friedhof Radebeul-Ost (Nr. 33), Nr. 38
- Serkowitz: Siedlung „Eisoldsche Häuser“ (Nrn. 35/35a–e, 37/37a), Nr. 45, Nrn. 47/47a, Nr. 50, Nr. 54, Nr. 72

## Namensgebung
Die Straße war im Mittelalter Teil des Rennsteigs von der Furt bei Serkowitz bis nach Bühlau. Später trug der alte Kommunikationsweg zwischen Radebeul und Serkowitz auf Alt-Radebeuler Gebiet den Namen Hauptstraße, auf Serkowitzer Flur jedoch den Namen Radebeuler Straße.
1905, nach der Eingemeindung von Serkowitz nach Radebeul, erhielt der gesamte Straßenzug den Namen Serkowitzer Straße.